# Lokca
Lokca este o comună slovacă, aflată în districtul Námestovo din regiunea Žilina. Localitatea se află la altitudinea de 647 m deasupra n.m., se întinde pe o suprafață de 24,2 km2 și în 2017 număra 2.361 de locuitori. Se învecinează cu comuna Vasiľov.

## Istoric
Localitatea Lokca este atestată documentar din 1496.

## Demografie
| An:                | 1994 | 2004   | 2014   | 2024   |
| ------------------ | ---- | ------ | ------ | ------ |
| Număr de persoane: | 2048 | 2201   | 2328   | 2524   |
| Diferență:         |      | +7,47% | +5,77% | +8,41% |

| An:                | 2023 | 2024   |
| ------------------ | ---- | ------ |
| Număr de persoane: | 2480 | 2524   |
| Diferență:         |      | +1,77% |